# Mujeres en el horno
Mujeres en el horno fue una organización feminista de Uruguay cuyo objetivo principal era apoyar y fomentar el legítimo ejercicio de los derechos sexuales y reproductivos de las mujeres, reconocida públicamente en el país por su proyecto Línea Aborto Información Segura.
En el horno es un modismo utilizado habitualmente en Uruguay y Argentina que, en este caso, hacía referencia "(...) a la situación en que se encontraban las mujeres entre el 90 y el 2000 cada vez que querían interrumpir un embarazo".

## Trayectoria

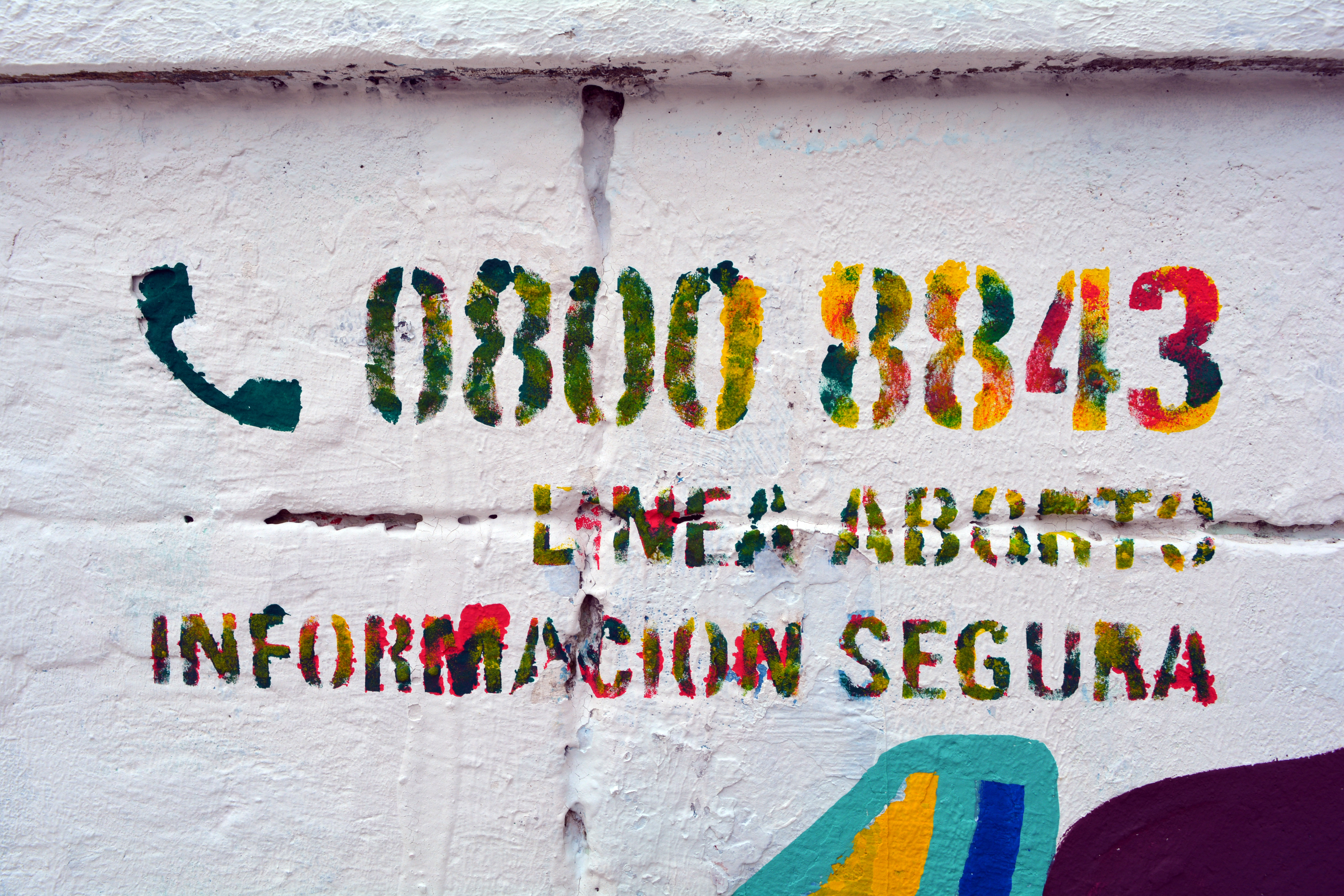
Detalle del mural colectivo realizado por Mujeres en el Horno en el marco del 8M (2019).

Mujeres en el Horno fue una agrupación fundada en el año 2008. Su trabajo más reconocido fue la Línea Aborto Información Segura, una línea telefónica gratuita destinada a contener, informar y acompañar a mujeres y disidencias que deciden o evalúan la decisión de interrumpir un embarazo. El proyecto comenzó en el año 2012, a partir de la aprobación de la Ley 18.987, y finalizó en abril de 2021, momento en que la organización deja de existir.
Desde 2014, la organización ha presentado informes sobre aborto en Uruguay elaborados a partir de la sistematización de información y datos recogidos en la atención de la línea telefónica. Asimismo, organizaba talleres y participaba de investigaciones sobre derechos sexuales y reproductivos. En este sentido, desde 2014 a 2016, junto con Mujer Ahora, CNS Mujeres, CLADEM, Ovejas Negras y Cotidiano Mujer desarrollaron el proyecto Sin Barreras para detectar las barreras de acceso al aborto legal y seguro con las que se encuentran las mujeres en situación de mayor vulnerabilidad social que viven en la periferia metropolitana de Montevideo, que también incluye los departamentos de Canelones y San José.
A partir de 2017, Mujeres en el horno integró la Coordinadora de la Marcha por la Diversidad de Uruguay y, desde 2018 y hasta 2021, se sumó al proyecto Horizontes de libertades cuyo objetivo fue "(...) contribuir a la integración económica, social, cultural y política de sectores de adolescentes y jóvenes que se encuentran vulnerados en sus derechos (...) a través del fortalecimiento de las capacidades económicas, sociales y culturales de adolescentes y jóvenes privados/as de libertad, LGBTI, conviviendo con VIH y afrodescendientes".
En 2019, fue una de las agrupaciones que organizaron la visita de Angela Davis a Uruguay en el marco del Día Internacional de la Eliminación de la Discriminación Racial.